# Petrowe
Petrowe – osiedle typu miejskiego w obwodzie kirowohradzkim Ukrainy, siedziba władz rejonu petrowskiego.

## Historia
Miejscowość założona w guberni chersońskiej.
Podczas II wojny światowej było okupowano przez wojska niemieckie.
Status osiedla typu miejskiego posiada od 1963.
W 1989 liczyło 9844 mieszkańców.
W 2001 liczyło 8512 mieszkańców
W 2013 liczyło 7530 mieszkańców.